# Medaillenspiegel der Olympischen Winterspiele 2014
Diese Tabelle zeigt den Medaillenspiegel der Olympischen Winterspiele 2014 in Sotschi. Die Platzierungen sind nach der Anzahl der gewonnenen Goldmedaillen sortiert, gefolgt von der Anzahl der Silber- und Bronzemedaillen. Weisen zwei oder mehr Länder eine identische Medaillenbilanz auf, werden sie alphabetisch geordnet auf dem gleichen Rang geführt. Dies entspricht dem System, das vom Internationalen Olympischen Komitee (IOC) verwendet wird.

## Medaillenspiegel
Die Tabelle zeigt den Stand 29. März 2019 nach der nachträglichen Aberkennung von Medaillen und nachfolgender Entscheidung des Internationalen Sportgerichtshofs. Ursprünglich war Russland mit 13 Gold-, elf Silber- und neun Bronzemedaillen auf Platz 1, nach Aberkennung von drei Gold-, fünf Silber- und einer Bronzemedaillen jedoch zwischenzeitlich auf dem dritten Platz. Ein Teil der Russland aberkannten Medaillen sind den Sportlern nach Entscheidung des Internationalen Sportgerichtshofs vom 1. Februar 2018 wieder zuerkannt worden.
In der Abfahrt der Frauen (Ski Alpin) wurden zwei Goldmedaillen, jedoch keine Silbermedaille vergeben. Im Super-G der Männer (Ski Alpin) gab es zwei Bronzemedaillengewinner.
| Platz | Mannschaft                | Gold | Silber | Bronze | Gesamt |
| ----- | ------------------------- | ---- | ------ | ------ | ------ |
| 01    | Norwegen (NOR)            | 11   | 6      | 9      | 26     |
| 02    | Russland (RUS)            | 10   | 10     | 9      | 29     |
| 03    | Kanada (CAN)              | 10   | 10     | 5      | 25     |
| 04    | Vereinigte Staaten (USA)  | 9    | 9      | 10     | 28     |
| 05    | Niederlande (NED)         | 8    | 7      | 9      | 24     |
| 06    | Deutschland (GER)         | 8    | 6      | 5      | 19     |
| 07    | Schweiz (SUI)             | 7    | 2      | 2      | 11     |
| 08    | Belarus (BLR)             | 5    | —      | 1      | 6      |
| 09    | Österreich (AUT)          | 4    | 8      | 5      | 17     |
| 10    | Frankreich (FRA)          | 4    | 4      | 7      | 15     |
| 11    | Polen (POL)               | 4    | 1      | 1      | 6      |
| 12    | Volksrepublik China (CHN) | 3    | 4      | 2      | 9      |
| 13    | Südkorea (KOR)            | 3    | 3      | 2      | 8      |
| 14    | Schweden (SWE)            | 2    | 7      | 6      | 15     |
| 15    | Tschechien (CZE)          | 2    | 4      | 3      | 9      |
| 16    | Slowenien (SLO)           | 2    | 2      | 4      | 8      |
| 17    | Japan (JPN)               | 1    | 4      | 3      | 8      |
| 18    | Finnland (FIN)            | 1    | 3      | 1      | 5      |
| 19    | Lettland (LAT)            | 1    | 1      | 3      | 5      |
| 0     | Großbritannien (GBR)      | 1    | 1      | 3      | 5      |
| 21    | Ukraine (UKR)             | 1    | —      | 1      | 2      |
| 22    | Slowakei (SVK)            | 1    | —      | —      | 1      |
| 23    | Italien (ITA)             | —    | 2      | 6      | 8      |
| 24    | Australien (AUS)          | —    | 2      | 1      | 3      |
| 25    | Kroatien (CRO)            | —    | 1      | —      | 1      |
| 26    | Kasachstan (KAZ)          | —    | —      | 1      | 1      |
|       | Gesamt                    | 99   | 97     | 99     | 295    |

## Aberkennungen
Als Reaktion auf den McLaren-Report, den die WADA aufgrund des systematischen russischen Dopingbetrugs bei den Olympischen Winterspielen 2014 in Auftrag gegeben hatte, setzte das IOC im Juli 2016 die Oswald-Kommission ein. Im November und Dezember 2017 verhängte das IOC lebenslange olympische Sperren gegen die russischen Bobfahrer Alexander Subkow und Alexei Wojewoda. Somit wurden ihnen die Goldmedaillen, die sie im Viererbobrennen und Zweierbobrennen gewonnen hatten, aberkannt (im Viererbob betraf dies auch Dmitri Trunenkow und Alexei Negodailo). Gold im Zweierbob ging stattdessen an das Schweizer Team Beat Hefti/Baumann, Silber an Steven Holcomb und Steven Langton aus den USA, Bronze an die Letten Oskars Melbārdis und Daumants Dreiškens. Melbārdis und Dreiškens sowie Arvis Vilkaste und Jānis Strenga erhielten nachträglich Gold im Viererbob, Silber ging an die US-Amerikaner Holcomb und Langton (mit Curtis Tomasevicz und Christopher Fogt), Bronze an das britische Team bestehend aus John Jackson, Bruce Tasker, Stuart Benson und Joel Fearon.
Eine weitere lebenslange olympische Sperre verhängte das IOC gegen die russische Frauen-Biathlonstaffel, die ursprünglich Zweite geworden war. Olga Wiluchina, Jana Romanowa, Jekaterina Schumilowa und Olga Saizewa verloren ihre Silbermedaillen. Die dritt- bzw. viertplatzierten Staffeln aus Norwegen und Tschechien rückten auf die Silber- bzw. Bronzemedaille auf. Die Vergabe an die tschechische Mannschaft fand am Rande des Biathlon-Weltcups 2023 in Nové Město na Moravě statt.
Insgesamt waren 43 russische Sportler, darunter 16 Medaillengewinner, disqualifiziert und lebenslang gesperrt worden. Mit einer Ausnahme legten alle Sportler beim Internationalen Sportgerichtshof Berufung ein. Bei der Anhörung im Januar 2018 erhielten 28 von ihnen Recht, da die Beweislage ungenügend gewesen war. Ihre Disqualifikation wurde aufgehoben und neun Sportler erhielten ihre Medaillen zurück. Gleichwohl durften sie nicht an den Winterspielen 2018 teilnehmen. Dies betraf die Langläufer Alexander Bessmertnych, Nikita Krjukow, Alexander Legkow, Maxim Wylegschanin, die Eisschnellläuferin Olga Fatkulina, die Rennrodler Albert Demtschenko und Tatjana Iwanowa sowie die Skeletonpiloten Alexander Tretjakow und Jelena Nikitina. Im September 2020 hob der Sportgerichtshof auch die Disqualifikation und Medaillenaberkennung der Biathletin Olga Wiluchina auf.
Im September 2024 bestätigte der CAS in letzter Instanz die Dopingsperre gegen den Biathleten Jewgeni Ustjugow. Das IOC erkannte der russischen Männerstaffel ihre Goldmedaille ab, hat diese aber noch nicht neu vergeben.
Ursprünglicher Medaillenspiegel
| Platz | Mannschaft                | Gold | Silber | Bronze | Gesamt |
| ----- | ------------------------- | ---- | ------ | ------ | ------ |
| 01    | Russland (RUS)            | 13   | 11     | 9      | 33     |
| 02    | Norwegen (NOR)            | 11   | 5      | 10     | 26     |
| 03    | Kanada (CAN)              | 10   | 10     | 5      | 25     |
| 04    | Vereinigte Staaten (USA)  | 9    | 7      | 12     | 28     |
| 05    | Niederlande (NED)         | 8    | 7      | 9      | 24     |
| 06    | Deutschland (GER)         | 8    | 6      | 5      | 19     |
| 07    | Schweiz (SUI)             | 6    | 3      | 2      | 11     |
| 08    | Belarus (BLR)             | 5    | —      | 1      | 6      |
| 09    | Österreich (AUT)          | 4    | 8      | 5      | 17     |
| 10    | Frankreich (FRA)          | 4    | 4      | 7      | 15     |
| 11    | Polen (POL)               | 4    | 1      | 1      | 6      |
| 12    | Volksrepublik China (CHN) | 3    | 4      | 2      | 9      |
| 13    | Südkorea (KOR)            | 3    | 3      | 2      | 8      |
| 14    | Schweden (SWE)            | 2    | 7      | 6      | 15     |
| 15    | Tschechien (CZE)          | 2    | 4      | 2      | 8      |
| 16    | Slowenien (SLO)           | 2    | 2      | 4      | 8      |
| 17    | Japan (JPN)               | 1    | 4      | 3      | 8      |
| 18    | Finnland (FIN)            | 1    | 3      | 1      | 5      |
| 19    | Großbritannien (GBR)      | 1    | 1      | 2      | 4      |
| 20    | Ukraine (UKR)             | 1    | —      | 1      | 2      |
| 21    | Slowakei (SVK)            | 1    | —      | —      | 1      |
| 22    | Italien (ITA)             | —    | 2      | 6      | 8      |
| 23    | Lettland (LAT)            | —    | 2      | 2      | 4      |
| 24    | Australien (AUS)          | —    | 2      | 1      | 3      |
| 25    | Kroatien (CRO)            | —    | 1      | —      | 1      |
| 26    | Kasachstan (KAZ)          | —    | —      | 1      | 1      |
|       | Gesamt                    | 99   | 97     | 99     | 295    |